# Notation des dettes souveraines des États membres de la zone euro
| Signification de la note                         | Moody’s    | Moody’s             | Standard & Poor’s | Standard & Poor’s | Fitch Ratings | Fitch Ratings |
| Signification de la note                         | Long terme | Court terme         | Long terme        | Court terme       | Long terme    | Court terme   |
| ------------------------------------------------ | ---------- | ------------------- | ----------------- | ----------------- | ------------- | ------------- |
| Prime Première qualité                           | Aaa        | P-1 Prime -1        | AAA               | A-1+              | AAA           | F1+           |
| High grade Haute qualité                         | Aa1        | P-1 Prime -1        | AA+               | A-1+              | AA+           | F1+           |
| High grade Haute qualité                         | Aa2        | P-1 Prime -1        | AA                | A-1+              | AA            | F1+           |
| High grade Haute qualité                         | Aa3        | P-1 Prime -1        | AA−               | A-1+              | AA−           | F1+           |
| Upper medium grade Qualité moyenne supérieure    | A1         | P-1 Prime -1        | A+                | A-1               | A+            | F1            |
| Upper medium grade Qualité moyenne supérieure    | A2         | P-1 Prime -1        | A                 | A-1               | A             | F1            |
| Upper medium grade Qualité moyenne supérieure    | A3         | P-2                 | A−                | A-2               | A−            | F2            |
| Lower medium grade Qualité moyenne inférieure    | Baa1       | P-2                 | BBB+              | A-2               | BBB+          | F2            |
| Lower medium grade Qualité moyenne inférieure    | Baa2       | P-3                 | BBB               | A-3               | BBB           | F3            |
| Lower medium grade Qualité moyenne inférieure    | Baa3       | P-3                 | BBB−              | A-3               | BBB−          | F3            |
| Non-investment grade, speculative Spéculatif     | Ba1        | Not prime Non prime | BB+               | B                 | BB+           | B             |
| Non-investment grade, speculative Spéculatif     | Ba2        | Not prime Non prime | BB                | B                 | BB            | B             |
| Non-investment grade, speculative Spéculatif     | Ba3        | Not prime Non prime | BB−               | B                 | BB−           | B             |
| Highly speculative Très spéculatif               | B1         | Not prime Non prime | B+                | B                 | B+            | B             |
| Highly speculative Très spéculatif               | B2         | Not prime Non prime | B                 | B                 | B             | B             |
| Highly speculative Très spéculatif               | B3         | Not prime Non prime | B−                | B                 | B−            | B             |
| Risque élevé                                     | Caa1       | Not prime Non prime | CCC+              | C                 | CCC           | C             |
| Ultra spéculatif                                 | Caa2       | Not prime Non prime | CCC               | C                 | CCC           | C             |
| En défaut, avec quelques espoirs de recouvrement | Caa3       | Not prime Non prime | CCC−              | C                 | CCC           | C             |
| En défaut, avec quelques espoirs de recouvrement | Ca         | Not prime Non prime | CC                | C                 | CC            | C             |
| En défaut, avec quelques espoirs de recouvrement | C          | Not prime Non prime | C/CI/R            | C                 | C             | C             |
| En défaut sélectif                               | C          | Not prime Non prime | SD                | D                 | RD            | D             |
| En défaut                                        | C          | Not prime Non prime | D                 | D                 | D             | D             |

La notation des dettes souveraines des États membres de la zone euro est l'évaluation de la solvabilité de chacun de ces pays par les agences de notation. Cette évaluation se traduit par l'attribution de notes à la dette publique de chaque pays : une note sur la dette à long terme et une note sur la dette à court terme. Ces notes conditionnent les capacités d'emprunt des États, car elles sont d'une part prises en compte par les investisseurs et les gérants de fonds qui doivent souvent respecter des règles précises et rigoureuses sur la qualité de leurs placements obligataires, et d'autre part elles déterminent dans une certaine mesure les taux d'intérêt proposés par les investisseurs sur le marché obligataire et influent indirectement sur la liquidité de ce marché pour tel ou tel pays.
Nous étudions ici l'évolution de la notation sur la dette à long terme ; c'est celle qui est la plus significative et qui est généralement reprise dans les médias. Les notes les plus suivies sont celles attribuées par les « Big Three » — Moody's, Standard & Poor's et Fitch Ratings — qui sont des agences globales à vocation mondiale. Des agences plus récentes, spécialisées sur certains marchés ou certains pays, font de plus en plus parler d'elles car elles attribuent des notes jugées plus sévères. Néanmoins, les autres agences semblent finir par faire converger leurs propres notes vers celles-ci. Les notes données par l'agence chinoise Dagong Global Credit Rating et l'agence américaine Egan-Jones (en) sont donc mentionnées en complément lorsqu'elles sont disponibles. Lors de l'attribution d'une note, les agences précisent généralement la perspective qui lui est assortie. Cette perspective fournissant une indication sur l'évolution à venir de la note, elle sera également mentionnée si disponible.
À la suite de la crise économique débutée en 2008, les notes des dettes de plusieurs pays de la zone euro ont été dégradées, conduisant à des craintes de défaut de paiement pour certains d'entre eux, notamment lorsque leurs dettes sont assimilées à des « obligations pourries » (notes inférieures à Baa3 ou BBB–).
Par ailleurs, une étude de Standard & Poor's sur les effets du vieillissement démographique des économies avancées publiée en 2006 affirmait qu'« à horizon 2040 les notes des pays développés auront toutes été dégradées au rang de non investment grade. »,.

## Préalable sur l'utilisation des couleurs au sein de l'article
Afin de visualiser rapidement les catégories de notation entre pays, les couleurs suivantes sont utilisées dans les tableaux :
| Prime — Première qualité                        |
| Investment grade — Valeur d'investissement      |
| Speculative grade — Valeur à risque, spéculatif |
| En défaut restreint, sélectif, ou complet       |
| (Pas de données)                                |

Les cartes permettent de visualiser les différences de notes entre pays ; elles ont des couleurs spécifiques, différentes de celles utilisées dans les tableaux.

## Situation actuelle

### Pays de la zone euro
Le tableau ci-dessous synthétise la notation souveraine de long terme et la perspective des pays de la zone euro au 14 mars 2025, selon les agences de notation Moody's, Standard & Poor's, Fitch Ratings, DBRS :
| Pays       | Moody's | Moody's         | Standard & Poor's | Standard & Poor's | Fitch Ratings | Fitch Ratings | DBRS Rating | DBRS Rating   |
| Pays       | Note    | Persp.          | Note              | Persp.            | Note          | Persp.        | Note        | Persp.        |
| ---------- | ------- | --------------- | ----------------- | ----------------- | ------------- | ------------- | ----------- | ------------- |
| Allemagne  | AAA     | en stagnation   | AAA               | en stagnation     | AAA           | en stagnation |             |               |
| Autriche   | AAA     | en stagnation   | AA+               | en stagnation     | AAA           | en stagnation |             |               |
| Belgique   | Aa3     | en stagnation   | AA                | en stagnation     | AA-           | en diminution | AA          | en stagnation |
| Chypre     | B2      | SR              | BB+               | en augmentation   | CCC+          | en diminution |             |               |
| Espagne    | Baa1    | en stagnation   | A                 | en stagnation     | A-            | en stagnation | A           | en stagnation |
| Estonie    | A1      | en stagnation   | AA–               | en diminution     | A+            | en stagnation |             |               |
| Finlande   | AAA     | en stagnation   | AA+               | en stagnation     | AAA           | en stagnation |             |               |
| France     | Aa3     | en diminution   | AA-               | en diminution     | AA-           | en diminution | AA-high     | en stagnation |
| Grèce      | Ba3     | en augmentation | B+                | en augmentation   | B             | en stagnation |             |               |
| Irlande    | Aa3     | en diminution   | AA                | en stagnation     | AA            | en diminution |             |               |
| Italie     | Baa3    | en diminution   | BBB               | en diminution     | BBB-          | en stagnation |             |               |
| Lettonie   | A3      | en stagnation   | A–                | en stagnation     | A-            | en stagnation | A           | en stagnation |
| Luxembourg | AAA     | en stagnation   | AAA               | en stagnation     | AAA           | en stagnation |             |               |
| Malte      | A3      | en diminution   | A–                | en stagnation     | A+            | en stagnation |             |               |
| Pays-Bas   | AAA     | en stagnation   | AAA               | en stagnation     | AAA           | en stagnation |             |               |
| Portugal   | Ba1     | en stagnation   | BB+               | en stagnation     | BB+           | en diminution |             |               |
| Slovaquie  | A2      | en diminution   | A+                | en augmentation   | A+            | en stagnation |             |               |
| Slovénie   | Baa2    | en diminution   | A+                | en augmentation   | A–            | en diminution |             |               |

Légende :
 Perspective stable •
 Perspective négative •
SR Note sous revue •
– Perspective non communiquée

Le vendredi 3 juillet 2015, la Grèce a officiellement été déclarée en défaut de paiement par le Fonds européen de stabilité financière (FESF).
Le 19 septembre 2015, la France est de nouveau dégradée par l'agence Moody's de Aa1 à Aa2.

### Pays européens
Les cartes ci-dessous illustrent la notation des pays européens, qu'ils fassent partie ou non de la zone euro, selon les agences de notation Moody's, Standard & Poor's, Fitch Ratings et Dagong Global Credit Rating :
- AAA / Aaa
- AA / Aa
- A
- BBB / Baa
- BB / Ba
- B
- CCC / Caa
- CC / Ca
- C
- SD, D (Défaut ou quasi-défaut)
- Non noté

## Historique

### Décembre 2014
Le 12 décembre 2014, Fitch retire son AA+ à la France et descend à AA avec une perspective stable.
| Pays   | Date       | Agence de notation | Note | Variation     | Perspective |
| ------ | ---------- | ------------------ | ---- | ------------- | ----------- |
| France | 12/12/2014 | Fitch              | AA   | en diminution | Stable      |

### Novembre 2013
Le 8 novembre 2013, Standard & Poor's retire son AA+ à la France et descend à AA avec une perspective stable.
| Pays   | Date      | Agence de notation | Note | Variation     | Perspective |
| ------ | --------- | ------------------ | ---- | ------------- | ----------- |
| France | 8/11/2013 | S&P                | AA   | en diminution | Stable      |

### Juillet 2013
Le 12 juillet 2013, Fitch retire son AAA à la France et descend à AA+ avec une perspective stable.
| Pays   | Date       | Agence de notation | Note | Variation     | Perspective |
| ------ | ---------- | ------------------ | ---- | ------------- | ----------- |
| France | 12/07/2013 | Fitch              | AA+  | en diminution | Stable      |

### Août 2012
Le 1er août 2012, Standard & Poor's maintient la note BBB+ de l'Espagne et la perspective négative associée. L'agence justifie notamment sa décision par la détermination des autorités dans l'ajustement économique et budgétaire.
Le 2 août 2012, Standard & Poor's maintient la note AAA de l'Allemagne et la perspective stable associée.
Elle a également maintenu la note BBB+ et la perspective négative de l'Irlande, tout comme le BB et la perspective négative du Portugal.
En revanche, l'agence américaine dégrade d'un cran la note de Chypre en lui attribuant BB et une perspective négative. Par ailleurs, Moody's abaisse de trois crans la note de la Slovénie à Baa2 et conserve la perspective négative, justifiant sa décision par la nécessité d'une nouvelle recapitalisation du secteur bancaire et d'un accès aux marchés de plus en plus difficile,.
Le 3 août 2012, Standard & Poor's diminue d'un cran la note de la Slovénie à A avec perspective négative, au lendemain de la dégradation par Moody's.
Le 7 août 2012, Standard & Poor's attribue une perspective négative à la note de la Grèce. Le pays, déjà noté CCC, se trouve ainsi sous la menace d'une nouvelle dégradation par l'agence américaine.
Le 8 août 2012, Fitch maintient le AAA allemand associé à une perspective stable, note qui « reflète [...] la performance économique robuste au cours des deux dernières années »,.
L'agence dégrade en revanche la note de la Slovénie d'un cran à A– avec perspective toujours négative, ce qui traduit « la poursuite de la détérioration du secteur bancaire » ainsi que « le retard du gouvernement dans la mise en place d'un plan clair pour sa recapitalisation »,.
| Espagne   | 01/08/2012 | Standard & Poor's | BBB+ | en stagnation                                 | Négative |
| Allemagne | 02/08/2012 | Standard & Poor's | AAA  | en stagnation                                 | Stable   |
| Chypre    | 02/08/2012 | Standard & Poor's | BB   | en diminution                                 | Négative |
| Irlande   | 02/08/2012 | Standard & Poor's | BBB+ | en stagnation                                 | Négative |
| Portugal  | 02/08/2012 | Standard & Poor's | BB   | en stagnation                                 | Négative |
| Slovénie  | 02/08/2012 | Moody's           | Baa2 | en diminution · en diminution · en diminution | Négative |
| Slovénie  | 03/08/2012 | Standard & Poor's | A    | en diminution                                 | Négative |
| Grèce     | 07/08/2012 | Standard & Poor's | CCC  | en stagnation                                 | Négative |
| Allemagne | 08/08/2012 | Fitch             | AAA  | en stagnation                                 | Stable   |
| Slovénie  | 08/08/2012 | Fitch             | A–   | en diminution                                 | Négative |

### Juillet 2012
Le 9 juillet 2012, Egan-Jones dégrade d'un cran la note des Pays-Bas qui passe de AA– à A+ et de l'Autriche qui passe de A+ à A. Ces deux notes sont assorties d'une perspective négative.
Le 13 juillet 2012, Moody's dégrade de deux crans la note de l'Italie qui passe de A3 à Baa2 à la surprise générale des marchés. Cette dégradation, assortie d'une perspective négative, intervient le jour d'une émission obligataire italienne de 5,25 milliards d'euros. L'agence a, par la même occasion, abaissé la note maximale qui peut être attribuée à un emprunteur public italien, de Aaa à A2. À noter que Standard & Poor's a décidé de suspendre la note de la Sicile le 20 juillet 2012, « en raison du manque d'informations suffisantes de la part de la Sicile ».
Le 19 juillet 2012, Fitch maintient la note de l'Italie à A– avec perspective négative. L'agence salue « les réformes du marché du travail et les mesures destinées à rendre l'économie plus flexible » mais s'inquiète de risques qui pourraient se révéler plus graves pour le pays.
Le 20 juillet 2012, Egan-Jones dégrade une nouvelle fois l'Espagne, évoquant le ralentissement économique du pays, la situation financière de ses régions et les difficultés de son secteur bancaire. La note est abaissée de trois crans, passant de CCC+ à CC+.
Le 23 juillet 2012, Moody's maintient la note Aaa pour l'Allemagne, les Pays-Bas et le Luxembourg mais dégrade la perspective à négative. La Finlande est confirmée avec une perspective stable, restant le dernier pays dans cette configuration,. L'agence a par ailleurs indiqué qu'elle réexaminera la note Aaa de la France et de l'Autriche à la fin du troisième trimestre, deux pays notés Aaa mais dont la perspective avait été dégradée le 13 février 2012.
Le 24 juillet 2012, au lendemain du placement sous perspective négative des pays notés Aaa (à l'exception de la Finlande), Moody's assigne également une perspective négative au Fonds européen de stabilité financière,.
Le 25 juillet 2012, l'Italie voit une nouvelle fois une agence de notation lui diminuer sa note : Egan-Jones lui attribue CCC+, soit une dégradation de trois crans. Le pays se rapproche un peu plus du défaut, selon l'agence américaine.
| Pays       | Date       | Agence de notation | Note | Variation                                     | Perspective |
| ---------- | ---------- | ------------------ | ---- | --------------------------------------------- | ----------- |
| Pays-Bas   | 09/07/2012 | Egan-Jones         | A+   | en diminution                                 | Négative    |
| Autriche   | 09/07/2012 | Egan-Jones         | A    | en diminution                                 | Négative    |
| Italie     | 13/07/2012 | Moody's            | Baa2 | en diminution · en diminution                 | Négative    |
| Italie     | 19/07/2012 | Fitch              | A–   | en stagnation                                 | Négative    |
| Espagne    | 20/07/2012 | Egan-Jones         | CC+  | en diminution · en diminution · en diminution |             |
| Allemagne  | 23/07/2012 | Moody's            | Aaa  | en stagnation                                 | Négative    |
| Pays-Bas   | 23/07/2012 | Moody's            | Aaa  | en stagnation                                 | Négative    |
| Luxembourg | 23/07/2012 | Moody's            | Aaa  | en stagnation                                 | Négative    |
| Finlande   | 23/07/2012 | Moody's            | Aaa  | en stagnation                                 | Stable      |
| Italie     | 25/07/2012 | Egan-Jones         | CCC+ | en diminution · en diminution · en diminution | Négative    |

### Juin 2012
Le 1er juin 2012, Egan-Jones dégrade la note de l'Italie de deux crans, de BB à B+, assortie d'une perspective négative. L'agence de notation juge le pays aura des difficultés à soutenir son secteur bancaire sans aide extérieur, au vu de « l'état misérable » de son économie.
Le 7 juin 2012, Fitch dégrade la note de l'Espagne de trois crans pour atteindre BBB, assortie d'une perspective négative. Dans le même temps, elle confirme la note AAA de la France et de l'Allemagne, jugeant les plans économiques des deux pays crédibles.
Le 9 juin 2012, Moody's menace l'ensemble de la zone euro sur une éventuelle dégradation de la situation espagnole et grecque. La chancelière allemande Angela Merkel a toutefois répété que la Grèce resterait dans la zone euro à condition que le prochain gouvernement respecte le mémorandum de la BCE, du FMI et de la Commission européenne.
Le 13 juin 2012, Egan-Jones dégrade de deux crans la note de la dette de l'Espagne de B à CCC+. Moody's dégrade également la note de la dette de l'Espagne de A3 à Baa3, jugeant que la recapitalisation de ses banques « accroîtra le fardeau de la dette du pays, qui a augmenté de façon spectaculaire depuis le début de la crise financière ». L'agence abaisse dans le même temps la note de Chypre, à Ba3, et met la note sous revue.
Le 14 juin 2012, Egan-Jones abaisse la note de la France de deux crans pour la situer à BBB+, invoquant la pression croissante exercée sur le pays par la crise de la zone euro et constatant une « tendance désastreuse et [que] le pire est encore à venir ».
Le 25 juin 2012, Fitch abaisse à son tour la note de Chypre alors que l'île doit prendre au 1er juillet 2012 la présidence semestrielle de l'Union européenne. Elle est dégradée d'un cran, à BB+, avec une perspective négative.
Le 26 juin 2012, Egan-Jones dégrade d'un cran l'Allemagne en lui attribuant une note A+ assortie d'une perspective négative. L'agence juge que « l'Allemagne se retrouvera chargée de créances supplémentaires et irrécouvrables », quelle que soit l'issue de la crise en zone euro.
| Pays      | Date       | Agence de notation | Note | Variation                                     | Perspective |
| --------- | ---------- | ------------------ | ---- | --------------------------------------------- | ----------- |
| Italie    | 01/06/2012 | Egan-Jones         | B+   | en diminution · en diminution                 | Négative    |
| Espagne   | 07/06/2012 | Fitch              | BBB  | en diminution · en diminution · en diminution | Négative    |
| France    | 07/06/2012 | Fitch              | AAA  | en stagnation                                 | Stable      |
| Allemagne | 07/06/2012 | Fitch              | AAA  | en stagnation                                 | Stable      |
| Espagne   | 13/06/2012 | Egan-Jones         | CCC+ | en diminution · en diminution                 |             |
| Espagne   | 13/06/2012 | Moody's            | Baa3 | en diminution · en diminution · en diminution | Sous revue  |
| Chypre    | 13/06/2012 | Moody's            | Ba3  |                                               | Sous revue  |
| France    | 14/06/2012 | Egan-Jones         | BBB+ | en diminution · en diminution                 | Négative    |
| Chypre    | 25/06/2012 | Fitch              | BB+  | en diminution                                 | Négative    |
| Allemagne | 26/06/2012 | Egan-Jones         | A+   | en diminution                                 | Négative    |

### Mai 2012
Le 10 mai 2012, Dagong décide de remonter la note de la Grèce, de D à CC, avec perspective négative, estimant que « la restructuration de la dette par les créanciers privés a légèrement décéléré l'augmentation du niveau de dette général du gouvernement » et que « l'action d'échange obligataire des créanciers privés a effacé un total de plus de 100 milliards d'euros de la valeur faciale de la dette du gouvernement grec ».
| Pays  | Date       | Agence de notation | Note | Variation                         | Perspective |
| ----- | ---------- | ------------------ | ---- | --------------------------------- | ----------- |
| Grèce | 10/05/2012 | Dagong             | CC   | en augmentation · en augmentation | Négative    |

### Avril 2012
Le 10 avril 2012, Dagong débute la couverture de la note de Malte à A– avec une perspective négative.
| Pays  | Date       | Agence de notation | Note | Variation    | Perspective |
| ----- | ---------- | ------------------ | ---- | ------------ | ----------- |
| Malte | 10/04/2012 | Dagong             | A–   | 1re notation | Négative    |

### Mars 2012
Le 3 mars 2012, Moody's dégrade la note de la Grèce d'un cran à C, constatant à son tour le défaut sélectif du pays en raison de l'échange collectif unilatéral imposée aux créditeurs pour une partie de sa dette.
Le 12 mars 2012, Dagong estime que la Grèce fait défaut et lui attribue la note D, du fait que l'échange obligataire « viole la volonté des porteurs d'obligations régies par la loi grecque, et leur inflige des pertes substantielles ».
| Pays  | Date       | Agence de notation | Note | Variation     | Perspective |
| ----- | ---------- | ------------------ | ---- | ------------- | ----------- |
| Grèce | 03/03/2012 | Moody's            | C    | en diminution |             |
| Grèce | 12/03/2012 | Dagong             | D    | en diminution |             |

### Février 2012
Le 14 février 2012, Moody's et Fitch Ratings dégradent à leur tour les notes de plusieurs pays de la zone euro mais pas celles des pays notés AAA. Fitch abaisse de deux crans les notes de l'Espagne (A), de l'Italie (A–) et de la Slovénie (A). Moody's attribue la note de A3 à l'Espagne (– 2 crans), à Malte (– 2 crans) et à l'Italie (– 1 cran), et diminue la note d'un cran de la Slovénie et de la Slovaquie pour arriver à A2.
Le 22 février 2012, Fitch diminue la note de la Grèce de deux crans, à C (dernier niveau avant le défaut total), pour constater le « défaut restreint » et rejoint ainsi l'avis des autres agences, allant même au-delà du très faible espoir de recouvrement que laissent encore Moody's et Standard & Poor's.
Le 27 février 2012, Standard & Poor's constate le « défaut sélectif » de la Grèce avec une note provisoire abaissée de deux crans à SD à la suite de l'activation des clauses d'action collective (CAC) et à l'abandon d'une partie des créances. Cette note pourrait être réévaluée le 12 mars selon les termes adoptés pour résoudre ou non le rééchelonnement unilatéral de sa dette souveraine. Si les créditeurs acceptent l'offre proposée, la note pourrait remonter à CCC, sinon le défaut pourra être abaissé à D pour l'ensemble des dettes concernées et devenues non recouvrables. De plus, dans l'éventualité d'une sortie de la zone euro, l'agence rappelle que cela aurait des conséquences sur la notation T&C (Transfer & Convertibility) de la dette non-souveraine de la Grèce (qui concerne aussi les institutions financières privées grecques ou d'autres pays, dont les comptes sont légalement tenus en devise légale grecque) qui sortirait du AAA actuel (comme c'est le cas encore pour la totalité de la zone euro puisque cette note concerne la devise elle-même, la Banque centrale européenne et ses banques nationales membres) pour être au mieux trois crans au-dessus de celle de la note souveraine car les dettes non souveraines ne seraient plus exprimées en devise nationale (l'euro) mais dans la nouvelle devise nationale (l'euro devenant alors une devise étrangère).
| Pays      | Date       | Agence de notation | Note | Variation                     | Perspective |
| --------- | ---------- | ------------------ | ---- | ----------------------------- | ----------- |
| Espagne   | 14/02/2012 | Fitch              | A    | en diminution · en diminution |             |
| Italie    | 14/02/2012 | Fitch              | A–   | en diminution · en diminution |             |
| Slovénie  | 14/02/2012 | Fitch              | A    | en diminution · en diminution |             |
| Espagne   | 14/02/2012 | Moody's            | A3   | en diminution · en diminution |             |
| Malte     | 14/02/2012 | Moody's            | A3   | en diminution · en diminution |             |
| Italie    | 14/02/2012 | Moody's            | A3   | en diminution                 |             |
| Slovénie  | 14/02/2012 | Moody's            | A2   | en diminution                 |             |
| Slovaquie | 14/02/2012 | Moody's            | A2   | en diminution                 |             |
| Grèce     | 22/02/2012 | Fitch              | C    | en diminution · en diminution |             |
| Grèce     | 27/02/2012 | Standard & Poor's  | SD   | en diminution · en diminution |             |

### Janvier 2012
Le tableau ci-dessous synthétise la notation souveraine de long terme et la perspective des pays de la zone euro au 1er janvier 2012, selon les agences de notation Moody's, Standard & Poor's, Fitch Ratings et Dagong Global Credit Rating :
| Pays       | Moody's | Moody's | Standard & Poor's | Standard & Poor's | Fitch Ratings | Fitch Ratings | Dagong | Dagong        |
| Pays       | Note    | Persp.  | Note              | Persp.            | Note          | Persp.        | Note   | Persp.        |
| ---------- | ------- | ------- | ----------------- | ----------------- | ------------- | ------------- | ------ | ------------- |
| Allemagne  | Aaa     |         | AAA               | en diminution     | AAA           |               | AA+    | en stagnation |
| Autriche   | Aaa     |         | AAA               | en diminution     | AAA           |               | AA+    | en stagnation |
| Belgique   | Aa3     |         | AA                | en diminution     | AA+           |               | A+     | en diminution |
| Chypre     | Baa3    |         | BBB               | en diminution     | BBB           |               |        |               |
| Espagne    | A1      |         | AA–               | en diminution     | AA–           |               | A      | en diminution |
| Estonie    | A1      |         | AA–               | en diminution     | A+            |               | A      | en stagnation |
| Finlande   | Aaa     |         | AAA               | en diminution     | AAA           |               | AAA    | en diminution |
| France     | Aaa     |         | AAA               | en diminution     | AAA           |               | A+     | en diminution |
| Grèce      | Ca      |         | CC                |                   | CCC           |               | CC     | en diminution |
| Irlande    | Ba1     |         | BBB+              | en diminution     | BBB+          |               | BBB    | en stagnation |
| Italie     | A2      |         | A                 | en diminution     | A+            |               | BBB    | en diminution |
| Luxembourg | Aaa     |         | AAA               | en diminution     | AAA           |               | AAA    | en stagnation |
| Malte      | A1      |         | A                 | en diminution     | A+            |               |        |               |
| Pays-Bas   | Aaa     |         | AAA               | en diminution     | AAA           |               | AA+    | en stagnation |
| Portugal   | Ba2     |         | BBB–              | en diminution     | BB+           |               | BB+    | en diminution |
| Slovaquie  | A1      |         | A+                | en diminution     | A+            |               |        |               |
| Slovénie   | A1      |         | AA–               | en diminution     | AA–           |               |        |               |

Légende :
 Perspective stable •
 Perspective négative •
SR Note sous revue •
– Perspective non communiquée

Le 13 janvier 2012, Standard & Poor's dégrade les notes de nombreux pays de la zone euro, dont la France et l'Autriche qui perdent leur AAA. Parmi les autres pays dégradés, Chypre et le Portugal voient leur note entrer en catégorie spéculative.
Le 18 janvier 2012, Dagong maintient la note de l'Irlande à BBB mais abaisse sa perspective à négative. L'agence justifie sa décision par le fait que « le ratio de la dette du gouvernement continue à s'accroître à moyen terme ce qui, conjointement à la panique sur les marchés causée par la restructuration de la dette grecque, augmentera les difficultés pour le gouvernement irlandais à se financer sur le marché primaire comme prévu par l'accord sur le programme d'aide trouvé en décembre 2010 avec le Fonds monétaire international et l'Union européenne ».
Le 19 janvier 2012, Dagong maintient la note AA+ de l'Autriche et sa perspective stable, mettant toutefois en garde contre sa « dépendance relativement élevée avec les économies de la zone euro ».
| Pays       | Date       | Agence de notation | Note | Variation                     | Perspective |
| ---------- | ---------- | ------------------ | ---- | ----------------------------- | ----------- |
| Allemagne  | 13/01/2012 | Standard & Poor's  | AAA  | en stagnation                 | Stable      |
| Autriche   | 13/01/2012 | Standard & Poor's  | AA+  | en diminution                 | Négative    |
| Belgique   | 13/01/2012 | Standard & Poor's  | AA   | en stagnation                 | Négative    |
| Chypre     | 13/01/2012 | Standard & Poor's  | BB+  | en diminution · en diminution | Négative    |
| Espagne    | 13/01/2012 | Standard & Poor's  | A    | en diminution · en diminution | Négative    |
| Estonie    | 13/01/2012 | Standard & Poor's  | AA–  | en stagnation                 | Négative    |
| Finlande   | 13/01/2012 | Standard & Poor's  | AAA  | en stagnation                 | Négative    |
| France     | 13/01/2012 | Standard & Poor's  | AA+  | en diminution                 | Négative    |
| Irlande    | 13/01/2012 | Standard & Poor's  | BBB+ | en stagnation                 | Négative    |
| Luxembourg | 13/01/2012 | Standard & Poor's  | AAA  | en stagnation                 | Négative    |
| Malte      | 13/01/2012 | Standard & Poor's  | A–   | en diminution                 | Négative    |
| Pays-Bas   | 13/01/2012 | Standard & Poor's  | AAA  | en stagnation                 | Négative    |
| Portugal   | 13/01/2012 | Standard & Poor's  | BB   | en diminution · en diminution | Négative    |
| Slovaquie  | 13/01/2012 | Standard & Poor's  | A    | en diminution                 | Négative    |
| Slovénie   | 13/01/2012 | Standard & Poor's  | A+   | en diminution                 | Négative    |
| Irlande    | 18/01/2012 | Dagong             | BBB  | en stagnation                 | Négative    |
| Autriche   | 19/01/2012 | Dagong             | AA+  | en stagnation                 | Stable      |

### Octobre 2011
Le processus de dégradation se poursuit, principalement pour l’Espagne, l’Italie et la Slovénie.
Cependant Standard & Poor’s a relevé la note de l’Estonie de 2 crans avec perspective stable.
| Pays       | Moody’s | Standard & Poor’s | Fitch Ratings |
| ---------- | ------- | ----------------- | ------------- |
| Allemagne  | Aaa     | AAA               | AAA           |
| Autriche   | Aaa     | AAA               | AAA           |
| Belgique   | Aa1     | AA+               | AA+           |
| Chypre     | Baa1    | BBB               | BBB           |
| Espagne    | A1      | AA−               | AA−           |
| Estonie    | A1      | AA−               | A+            |
| Finlande   | Aaa     | AAA               | AAA           |
| France     | Aaa     | AAA               | AAA           |
| Grèce      | Ca      | CC                | CCC           |
| Irlande    | Ba1     | BBB+              | BBB+          |
| Italie     | A2      | A                 | A+            |
| Luxembourg | Aaa     | AAA               | AAA           |
| Malte      | A2      | A                 | A+            |
| Pays-Bas   | Aaa     | AAA               | AAA           |
| Portugal   | Ba2     | BBB−              | BBB−          |
| Slovaquie  | A1      | A+                | A+            |
| Slovénie   | Aa3     | AA−               | AA−           |

### Août 2011
Par rapport au mois précédent, les trois agences de notation ont dégradé la note de Chypre et ont désormais toutes classé la Grèce dans les niveaux commençant par la lettre C, Moody’s et Standard & Poors anticipant même dans leur note un « défaut restreint » de la Grèce (mais pas encore Fitch Ratings qui la classe encore comme hautement risquée et spéculative).
Fitch Ratings a relevé la note de l’Estonie, dernier pays ayant intégré la zone euro.
| Pays       | Moody’s | Standard & Poor’s | Fitch Ratings |
| ---------- | ------- | ----------------- | ------------- |
| Allemagne  | Aaa     | AAA               | AAA           |
| Autriche   | Aaa     | AAA               | AAA           |
| Belgique   | Aa1     | AA+               | AA+           |
| Chypre     | Baa1    | BBB+              | BBB           |
| Espagne    | Aa2     | AA                | AA+           |
| Estonie    | A1      | A                 | A+            |
| Finlande   | Aaa     | AAA               | AAA           |
| France     | Aaa     | AAA               | AAA           |
| Grèce      | Ca      | CC                | CCC           |
| Irlande    | Ba1     | BBB+              | BBB+          |
| Italie     | Aa2     | A+                | AA−           |
| Luxembourg | Aaa     | AAA               | AAA           |
| Malte      | A1      | A                 | A+            |
| Pays-Bas   | Aaa     | AAA               | AAA           |
| Portugal   | Ba2     | BBB−              | BBB−          |
| Slovaquie  | A1      | A+                | A+            |
| Slovénie   | Aa2     | AA                | AA            |

### Juillet 2011
Par rapport à mai 2011, Moody's et Standard & Poor's considèrent que la Grèce est au bord de la faillite. La dégradation de la note de la Grèce par Standard & Poor's fait de ce pays celui le moins bien noté par l'agence dans le monde. Moody's considère que les dettes du Portugal sont des obligations à haut risque. La dégradation de la note du Portugal relance les inquiétudes sur les dettes de l'Espagne et de l'Italie et les rumeurs sur un futur effondrement de la zone euro et sur la disparition de l’euro, ce qui aggraverait dramatiquement la Grande Récession commencée en 2008.
| Pays       | Moody’s | Standard & Poor’s | Fitch Ratings |
| ---------- | ------- | ----------------- | ------------- |
| Allemagne  | Aaa     | AAA               | AAA           |
| Autriche   | Aaa     | AAA               | AAA           |
| Belgique   | Aa1     | AA+               | AA+           |
| Chypre     | Aa3     | A+                | AA−           |
| Espagne    | Aa2     | AA                | AA+           |
| Estonie    | A1      | A                 | A             |
| Finlande   | Aaa     | AAA               | AAA           |
| France     | Aaa     | AAA               | AAA           |
| Grèce      | Caa1    | CCC               | B+            |
| Irlande    | Baa3    | BBB+              | BBB+          |
| Italie     | Aa2     | A+                | AA−           |
| Luxembourg | Aaa     | AAA               | AAA           |
| Malte      | A1      | A                 | A+            |
| Pays-Bas   | Aaa     | AAA               | AAA           |
| Portugal   | Ba2     | BBB−              | BBB−          |
| Slovaquie  | A1      | A+                | A+            |
| Slovénie   | Aa2     | AA                | AA            |

### Mai 2011
Par rapport à février 2011, les trois agences de notation ont dégradé la note de la dette de la Grèce, qui est désormais considérée comme hautement spéculative, accentuant la crise en cours dans le pays. Les notes du Portugal et de l'Irlande ont été dégradées ainsi que, dans une moindre mesure, celles de l'Espagne et de Chypre.
| Pays       | Moody’s | Standard & Poor’s | Fitch Ratings |
| ---------- | ------- | ----------------- | ------------- |
| Allemagne  | Aaa     | AAA               | AAA           |
| Autriche   | Aaa     | AAA               | AAA           |
| Belgique   | Aa1     | AA+               | AA+           |
| Chypre     | A2      | A−                | AA−           |
| Espagne    | Aa2     | AA                | AA+           |
| Estonie    | A1      | A                 | A             |
| Finlande   | Aaa     | AAA               | AAA           |
| France     | Aaa     | AAA               | AAA           |
| Grèce      | B1      | B                 | B+            |
| Irlande    | Baa3    | BBB+              | BBB+          |
| Italie     | Aa2     | A+                | AA−           |
| Luxembourg | Aaa     | AAA               | AAA           |
| Malte      | A1      | A                 | A+            |
| Pays-Bas   | Aaa     | AAA               | AAA           |
| Portugal   | Baa1    | BBB−              | BBB−          |
| Slovaquie  | A1      | A+                | A+            |
| Slovénie   | Aa2     | AA                | AA            |

### Février 2011
Par rapport à octobre 2010, l’Estonie est entrée dans la zone euro et vient s'ajouter à ce tableau.
La note de l’Irlande a été dégradée par les trois agences de notation. L'agence Fitch Ratings considère les dettes de la Grèce comme des obligations à haut risque, rejoignant l'analyse de ses deux concurrentes.
| Pays       | Moody’s | Standard & Poor’s | Fitch Ratings |
| ---------- | ------- | ----------------- | ------------- |
| Allemagne  | Aaa     | AAA               | AAA           |
| Autriche   | Aaa     | AAA               | AAA           |
| Belgique   | Aa1     | AA+               | AA+           |
| Chypre     | Aa3     | A                 | AA−           |
| Espagne    | Aa1     | AA                | AA+           |
| Estonie    | A1      | A                 | A             |
| Finlande   | Aaa     | AAA               | AAA           |
| France     | Aaa     | AAA               | AAA           |
| Grèce      | Ba1     | BB+               | BB+           |
| Irlande    | Baa1    | A−                | BBB+          |
| Italie     | Aa2     | A+                | AA−           |
| Luxembourg | Aaa     | AAA               | AAA           |
| Malte      | A1      | A                 | A+            |
| Pays-Bas   | Aaa     | AAA               | AAA           |
| Portugal   | A1      | A−                | A+            |
| Slovaquie  | A1      | A+                | A+            |
| Slovénie   | Aa2     | AA                | AA            |

### Octobre 2010
Par rapport à avril 2010, les notations de l'Espagne, de la Grèce, de l'Irlande et du Portugal ont été abaissées. Plus aucune agence de notation n'accorde la note maximale à l'Espagne tandis que deux d'entre elles considèrent les dettes de la Grèce comme des obligations à risque.
| Pays       | Moody’s | Standard & Poor’s | Fitch Ratings |
| ---------- | ------- | ----------------- | ------------- |
| Allemagne  | Aaa     | AAA               | AAA           |
| Autriche   | Aaa     | AAA               | AAA           |
| Belgique   | Aa1     | AA+               | AA+           |
| Chypre     | Aa3     | A+                | AA−           |
| Espagne    | Aa1     | AA                | AA+           |
| Finlande   | Aaa     | AAA               | AAA           |
| France     | Aaa     | AAA               | AAA           |
| Grèce      | Ba1     | BB+               | BBB−          |
| Irlande    | Aa2     | AA−               | A+            |
| Italie     | Aa2     | A+                | AA−           |
| Luxembourg | Aaa     | AAA               | AAA           |
| Malte      | A1      | A                 | A+            |
| Pays-Bas   | Aaa     | AAA               | AAA           |
| Portugal   | A1      | A−                | AA−           |
| Slovaquie  | A1      | A+                | A+            |
| Slovénie   | Aa2     | AA                | AA            |

### Avril 2010
| Pays       | Moody’s | Standard & Poor’s | Fitch Ratings |
| ---------- | ------- | ----------------- | ------------- |
| Allemagne  | Aaa     | AAA               | AAA           |
| Autriche   | Aaa     | AAA               | AAA           |
| Belgique   | Aa1     | AA+               | AA+           |
| Chypre     | Aa3     | A+                | AA−           |
| Espagne    | Aaa     | AA+               | AAA           |
| Finlande   | Aaa     | AAA               | AAA           |
| France     | Aaa     | AAA               | AAA           |
| Grèce      | A2      | BBB+              | BBB+          |
| Irlande    | Aa1     | AA                | AA−           |
| Italie     | Aa2     | A+                | AA−           |
| Luxembourg | Aaa     | AAA               | AAA           |
| Malte      | A1      | A                 | A+            |
| Pays-Bas   | Aaa     | AAA               | AAA           |
| Portugal   | Aa2     | A+                | AA−           |
| Slovaquie  | A1      | A+                | A+            |
| Slovénie   | Aa2     | AA                | AA            |